# Nbit Gliwice
NBit Gliwice – polski klub futsalowy z Gliwic, występujący w I lidze.
Klub został założony w 2008 roku. Od sezonu 2013/2014 występuje w I lidze, w której w debiutanckim sezonie zajął trzecie miejsce. W kolejnym sezonie drużyna z Gliwic zajmując pierwsze miejsce w grupie południowej I ligi awansowała do ekstraklasy. 